# Ален Симонян
Ален Симонян е арменски политик и пети президент на Армения. След последвалата оставка на неговия предшественик Армен Саркисян той става новият президент на републиката.

## Биография
Симонян е роден да 5 януари 1980 г. в Ереван. През 2000 г. завършва юридическия факултет на Ереванския държавен университет. Магистратурата си кара в Националната академия на науките със специалност „Политология“. След като приключва образованието си, Симонян не спира да се развива и с течение на времето придобива трудов стаж в редица институции.